# Eggishorn
De Eggishorn is een berg in Zwitserland en ligt in de Berner Alpen. Dat is in het kanton Wallis.
De Eggishorn maakt deel uit van het gebied Jungfrau-Aletsch, dat in 2002 bij het werelderfgoed van de UNESCO is opgenomen. Dankzij de in 1966 aangelegde kabelbaan kan een punt vlak onder de top worden bereikt met een verstrekkend uitzicht. Niet alleen een groot gedeelte van de Aletschgletsjer, maar ook een groot deel van de Berner Alpen en de Walliser Alpen, waaronder de Monte Leone, de Monte Rosa, de Matterhorn, de Weisshorn, de Mont Blanc, de Aletschhorn, de Jungfrau, de Mönch, de Eiger en de Finsteraarhorn zijn van de top van de Eggishorn te zien.
De kabelbaan naar de top hoort bij het skigebied de Aletsch Arena en begint in Fiesch en gaat in twee delen. Het eerste deel gaat van Fiesch naar de Fiescheralp, dat vroeger Kühboden heette. Dat is een hoogteverschil van 1162 m. Het tweede deel van de Fiescheralp naar de Eggishorn overbrugt 714 m. Het bergstation bevindt zich op 2926 m. Er zijn gemarkeerde wandelroutes naar de Eggishorn, vertrekkend vanuit Fiesch, Fiescheralp en vanuit Bettmeralp en in de winter gaat er ook een skipiste van de Eggishorn.

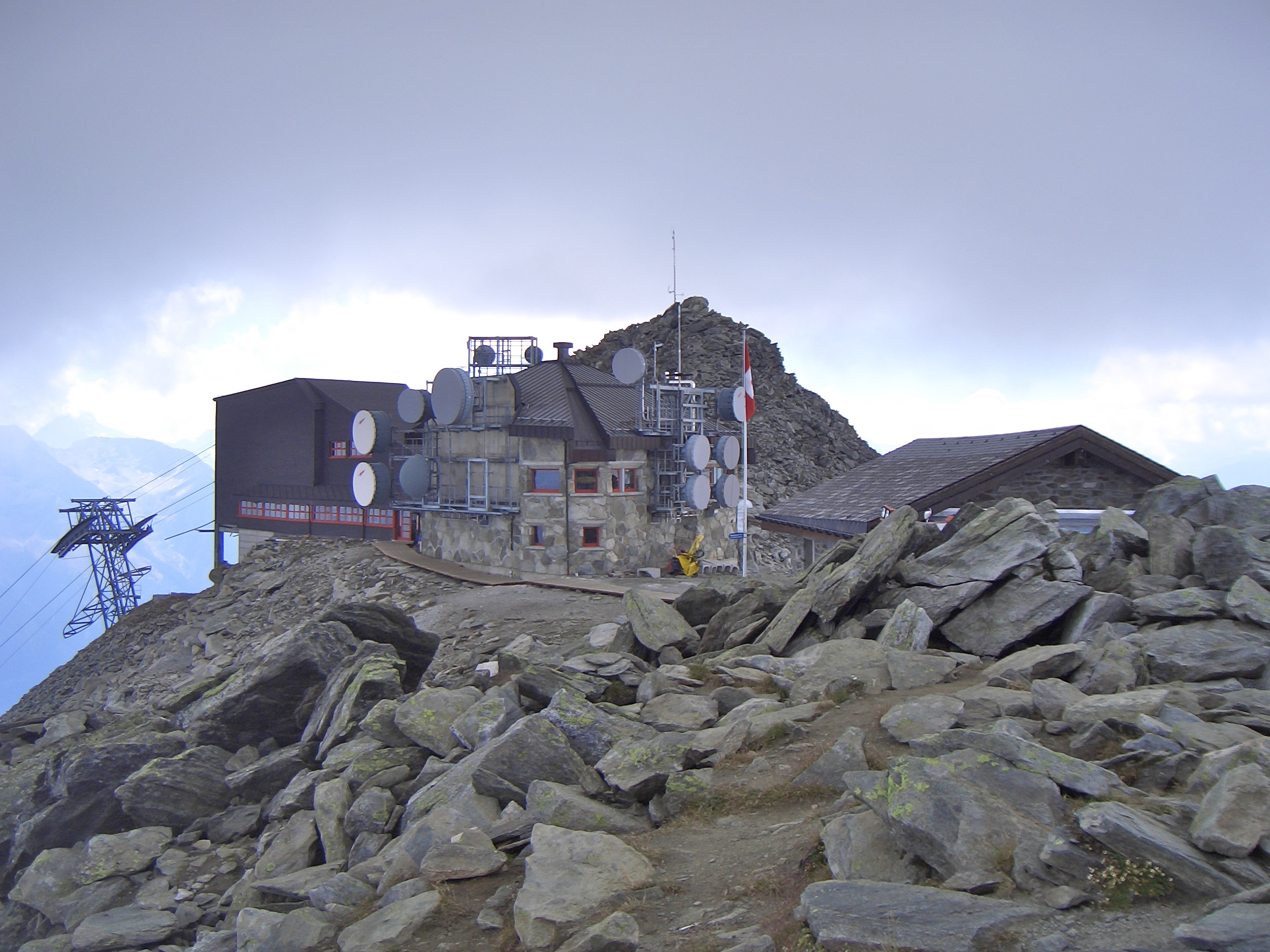
Het bergstation
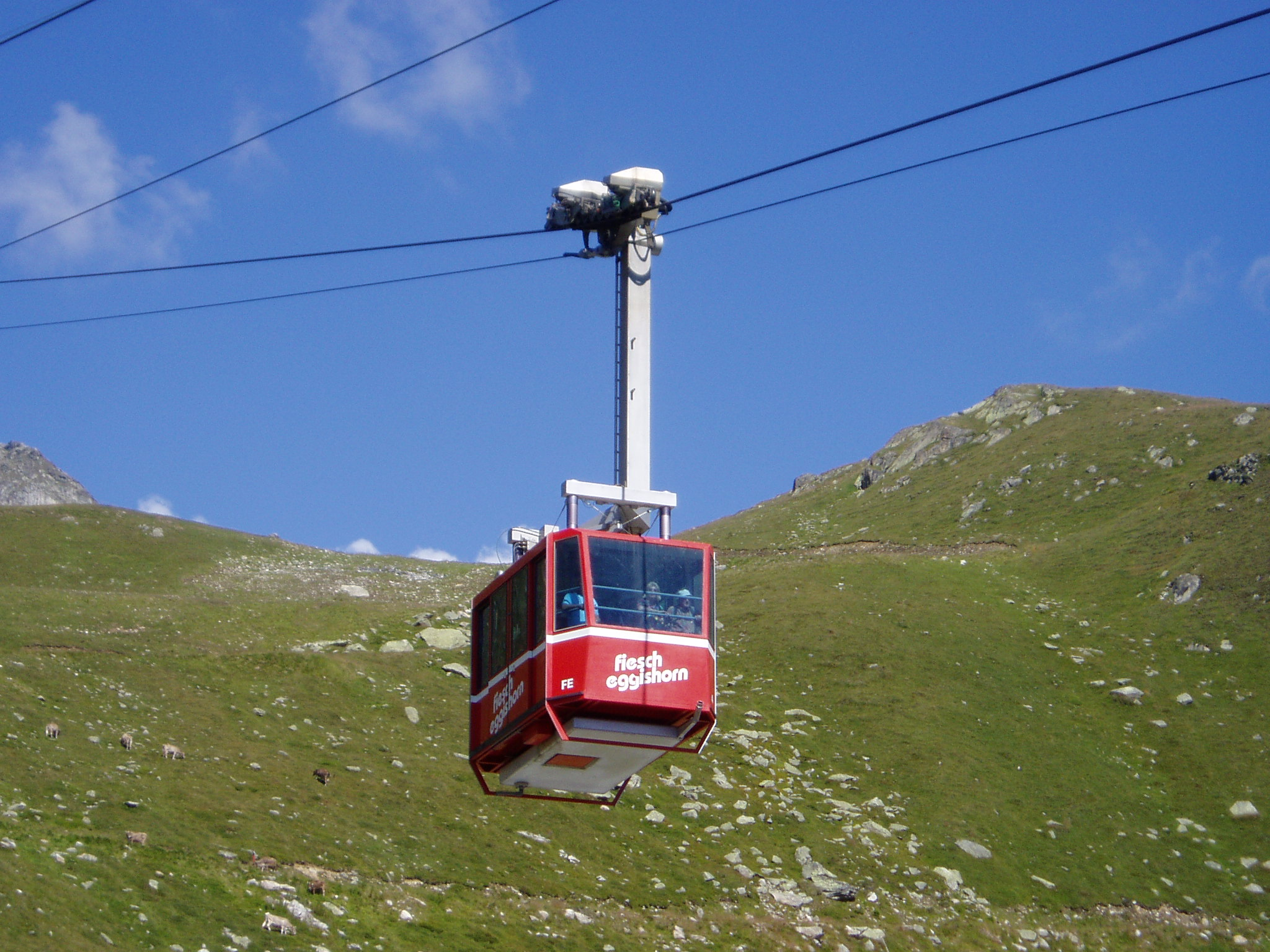
De kabelbaan

## Externe link

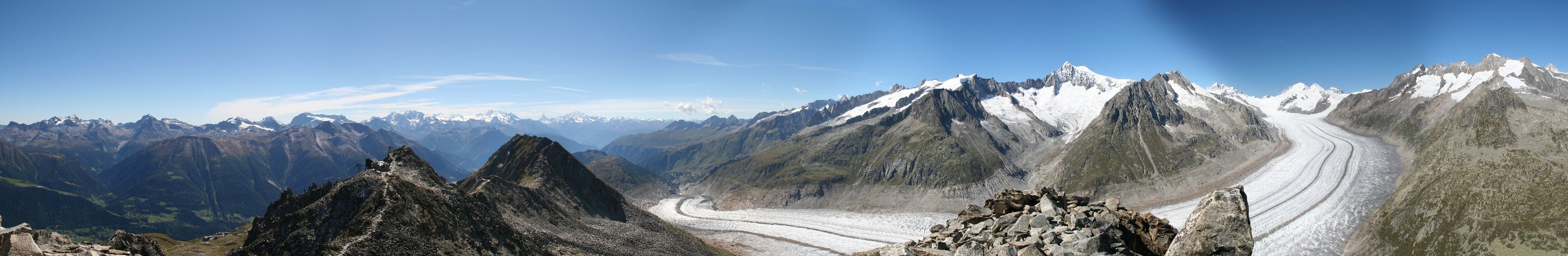
Het uitzicht vanaf de Eggishorn met de Aletschgletsjer